# لی فیلیپ
لی فیلیپ (انگلیسی: Lee Phillip؛ زادهٔ لی کوانگ هون [이광훈] در ۲۶ مه ۱۹۸۱) بازیگر کره‌ای-آمریکایی است. او به خاطر ایفای نقش در درام‌های کره‌ای افسانه (۲۰۰۷) و باغ مخفی (۲۰۱۰) شناخته می‌شود.

## حرفه
لی کوانگ هون نام هنری لی فیلیپ را برای خود برگزید و حرفهٔ سرگرمی را در کره جنوبی به عنوان مدل آغاز کرد. او سپس در سال ۲۰۰۷ و با حضور در مجموعه تلویزیونی افسانه فعالیت بازیگری را آغاز کرد. به خاطر عملکردش در این مجموعه، نامزد جایزه بهترین بازیگر تازه‌کار مرد در جوایز درامای ام‌بی‌سی ۲۰۰۷ و جوایز هنری بکسانگ ۲۰۰۸ شد.
او سپس نقش یک وکیل در درام جنایی داستان یک مرد (۲۰۰۹) و طراح رقص هنرهای رزمی در درام کمدی رمانتیک باغ مخفی (۲۰۱۰) ایفا کرد. در سال ۲۰۱۲، او در یک درام تاریخی واقع شده در دوران گوریو به نام سرنوشت حضور پیدا کرد اما مجبور شد که این مجموعه را پیش از پایان آن به دلیل آسیب‌دیدگی چشمش ترک کند.

## فیلم‌شناسی
| سال  | عنوان         | نقش         | شبکه    |
| ---- | ------------- | ----------- | ------- |
| ۲۰۰۷ | افسانه        | چورو        | ام‌بی‌سی  |
| ۲۰۰۹ | داستان یک مرد | دو جه میونگ | کی‌بی‌اس۲ |
| ۲۰۱۰ | باغ مخفی      | ایم جونگ سو | اس‌بی‌اس  |
| ۲۰۱۲ | سرنوشت        | جانگ بین    | اس‌بی‌اس  |

## جوایز و نامزدی‌ها
| سال  | مراسم جوایز                     | دسته                                 | نامزد / اثر | نتیجه    |
| ---- | ------------------------------- | ------------------------------------ | ----------- | -------- |
| ۲۰۰۷ | جوایز درامای ام‌بی‌سی             | بهترین بازیگر تازه‌کار مرد            | افسانه      | نامزدشده |
| ۲۰۰۸ | چهل و چهارمین جوایز هنری بکسانگ | بهترین بازیگر تازه‌کار مرد (تلویزیون) | افسانه      | نامزدشده |